# Garadaghli (Chéki)
Garadaghli est un village de la région de Şəki en Azerbaïdjan.

## Géographie
Le village de Garadaghli de la région de Şəki est situé dans la circonscription administrative du village de Goudoula.

## Économie
La principale occupation de la population du village est l'élevage, la céréaliculture et la culture du tabac.

## Population
Selon les statistiques de 2009, la population du village est de 266 personnes.

## Culture
Il y a un centre médical, une école , une bibliothèque et un centre médical dans le village.